# Дива мишена
Дива мишена (на английски: Wild Target) е комедия от 2010 година на режисьора Джонатан Лин, базиран на френския филм от 1993 година „Cible Emouvante“. Филмът е заснет в Лондон и на остров Ман.

## Актьорски състав
| Актьор         | Роля           |
| -------------- | -------------- |
| Бил Най        | Виктор Мейнард |
| Емили Блънт    | Роуз           |
| Рупърт Гринт   | Тони           |
| Айлин Аткинс   | Луиза Мейнард  |
| Рупърт Еверет  | Фъргюсън       |
| Мартин Фрийман | Диксън         |
| Грегор Фишър   | Майк           |
| Джоф Бел       | Фабиан         |

## Сюжет
Внимание:  Текстът по-долу разкрива сюжета на произведението (или части от него)!
Виктор Мейнарт (Бил Найт) е професионален убиец. Той следва семейния бизнес, като убива мишените си. Фъргюсън (Рупърт Еверет) наема Виктор Мейнарт, за да убие Роуз (Емили Блънт). Тя трябва да умре, защото е измамамила Фъргюсън, като му е продала една от „най-скъпите картини в света“. Тя познава реставратора в галерията, у когото е истинската картина. Той успява да изкопира картината. По този начин Роуз продава картината за 900 000 паунда. След като Мейнарт успява да се прицели в мишената, се отказва, защото се влюбва в нея. След това Фъргюсън наема Диксън, за да свърши работата му.